# Wiltrud Drexel
Wiltrud Drexel, avstrijska alpska smučarka, * 16. avgust 1950, Feldkirch.
Svoj največji uspeh kariere je dosegla na Olimpijskih igrah 1972, kjer je osvojila bronasto medaljo v veleslalomu, olimpijske tekme so štele tudi za svetovno prvenstvo, bronasto medaljo je dosegla tudi na Svetovnem prvenstvu 1974 v smuku. V svetovnem pokalu je tekmovala devet sezon med letoma 1968 in 1976 ter dosegla pet zmag in še 22 uvrstitev na stopničke. V skupnem seštevku svetovnega pokala se je najvišje uvrstila na tretje mesto leta 1969, ko je tudi osvojila smukaški mali kristalni globus.